# Verein für Raumschiffahrt
Der Verein für Raumschiffahrt (VfR) war die erste deutsche Organisation, die sich der Erkundung des Weltraums widmete. Der Verein wurde 1927 in Breslau gegründet. Aus ihm gingen zahlreiche bekannte Raketenpioniere hervor.

## Satzung und Ziel
Als Ziel des Vereins wurde in der Satzung die Verwirklichung des Raumfahrtgedankens genannt. Allerdings wurde der Begriff Raumschiffahrt vom Amtsgericht Breslau angezweifelt. Der Gründer und erste Vorsitzende Johannes Winkler ergänzte daraufhin Paragraf 1 der Satzung: „Er will die für den Flug im leeren Raume erforderlichen Vorarbeiten leiten und gegebenenfalls soweit fördern, daß Fahrten zu benachbarten Himmelskörpern unternommen werden können.“

## Geschichte

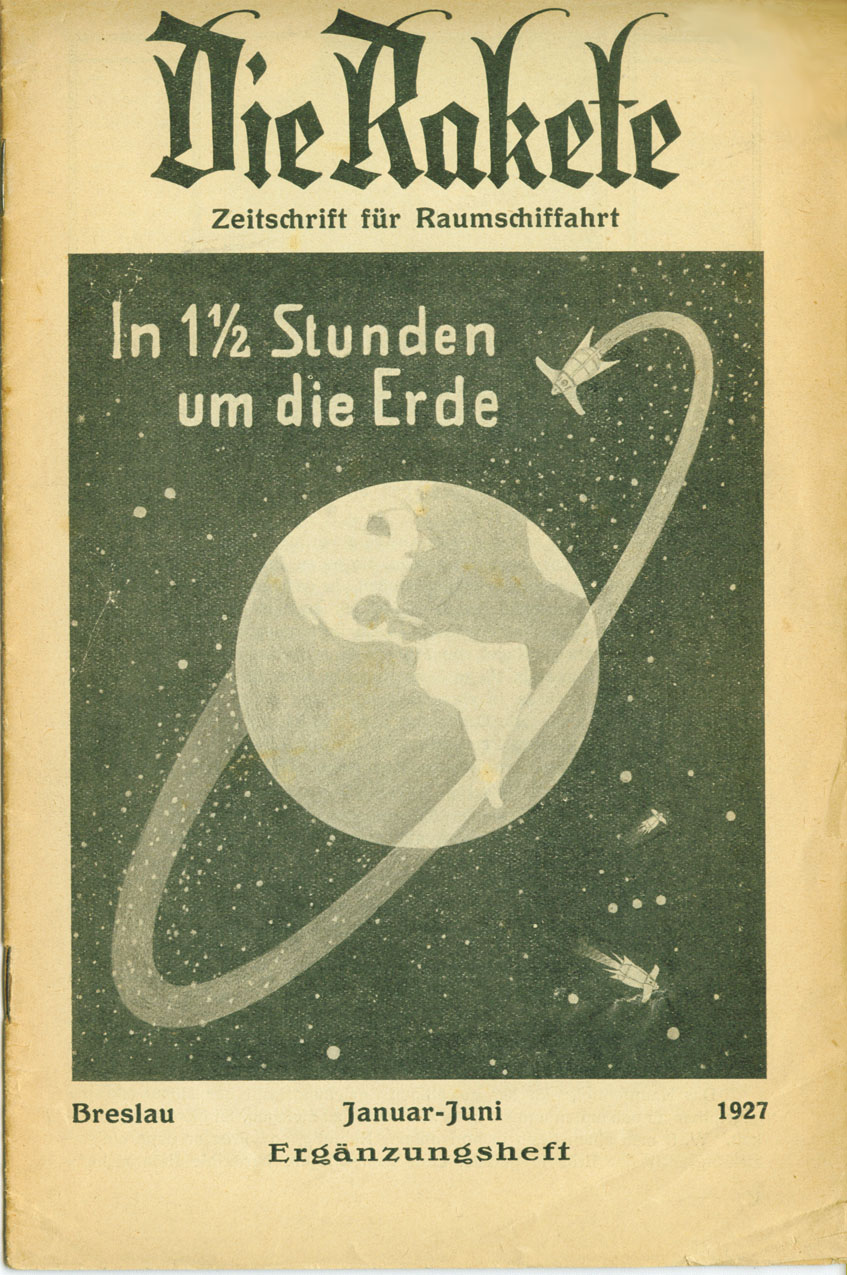
Ergänzungsheft der Vereinszeitschrift Die Rakete von 1927

Die Gründung des Vereins für Raumschiffahrt ging auf eine Initiative von Max Valier zurück. Am Rande eines Vortrags in Breslau traf er sich im April 1927 mit Johannes Winkler, der sich an die Ausarbeitung einer Satzung und eines Arbeitsprogramms machte. Die Vereinsgründung erfolgte am 5. Juli 1927 abends im „Wirtshaus zum Goldnen Zepter“ Breslau. In den Vorstand wurden neben Winkler und Valier die Herren Fuhrmann, Jakubowitz, Neubert und Sauer gewählt, Winkler wurde Vereinsvorstand. Der Eintrag im Vereinsregister Breslau erfolgte am 4. August 1927. Der Mitgliedsbeitrag betrug anfangs 3 Mark im Jahr. Im Herbst wurden die Raumfahrttheoretiker Hermann Oberth und Walter Hohmann in den Vorstand gewählt. Ende 1927 zählte man bereits 100 Mitglieder. Die von Johannes Winkler gegründete Zeitschrift Die Rakete wurde zum Vereinsorgan. Ende 1927 fand Max Valier in dem Industriellen Fritz von Opel einen Finanzier für seine Raketenpläne. Mangels Material und Erfahrungen wurde mit Pulverraketen experimentiert. Höhepunkt waren die spektakulären Fahrten mit Raketenautos über die Berliner AVUS.
Im Juni 1928 trat der Schüler Wernher von Braun in den Verein ein und bot Winkler seine Hilfe an. Im Herbst 1928 wurde Hermann Oberth von Fritz Lang als wissenschaftlicher Berater für seinen Film Frau im Mond eingeladen. Dabei ergab sich die Möglichkeit, gefördert von Lang und der Ufa, an einer Flüssigkeitsrakete zu arbeiten. Hierfür wurde Rudolf Nebel als Assistent eingestellt. Bis zur Filmpremiere gelang es nicht, Konstruktion und Erprobung abzuschließen. Aber die Vereinsarbeit verlagerte sich damit von Breslau nach Berlin, wo im Herbst 1929 eine Geschäftsstelle eröffnet wurde. Im September 1929 wechselte Winkler zu den Junkers-Flugzeugwerken in Dessau. Aus finanziellen Gründen muss er Ende des Jahres Die Rakete einstellen. Valier nahm eine Anstellung bei der Gesellschaft für Industriegasverwertung in Berlin-Britz auf. Die Geschäftsstelle des Vereins wurde nach Berlin verlegt, wo der Patentanwalt Erich Wurm sein Büro hierfür zur Verfügung stellte.
Anfang 1930 suchte Nebel Kontakt zu zahlreichen Dienststellen und Unternehmen. Nur die Reichswehr zeigte näheres Interesse und finanzierte die weiteren Entwicklungen mit 5000 Mark. Bei einem Triebwerktest in Berlin-Britz erlitt Max Valier am 17. Mai 1930 tödliche Verletzungen, er war der erste Tote dieser jungen Ingenieurwissenschaft. Gleichzeitig begannen die Vorbereitungen für eine Erprobung der Raketentriebwerke vor Gutachtern. Im Sommer 1930 wurde Winkler vom VfR-Vorsitz verdrängt, Oberth zur Übernahme der Funktion überredet. Am 27. September 1930 konnte Nebel den Raketenflugplatz Berlin auf dem Gelände des ehemaligen Schießplatzes Berlin-Tegel eröffnen. Das Startgestell der Ufa-Reklamerakete wurde zum Teststand ausgebaut.

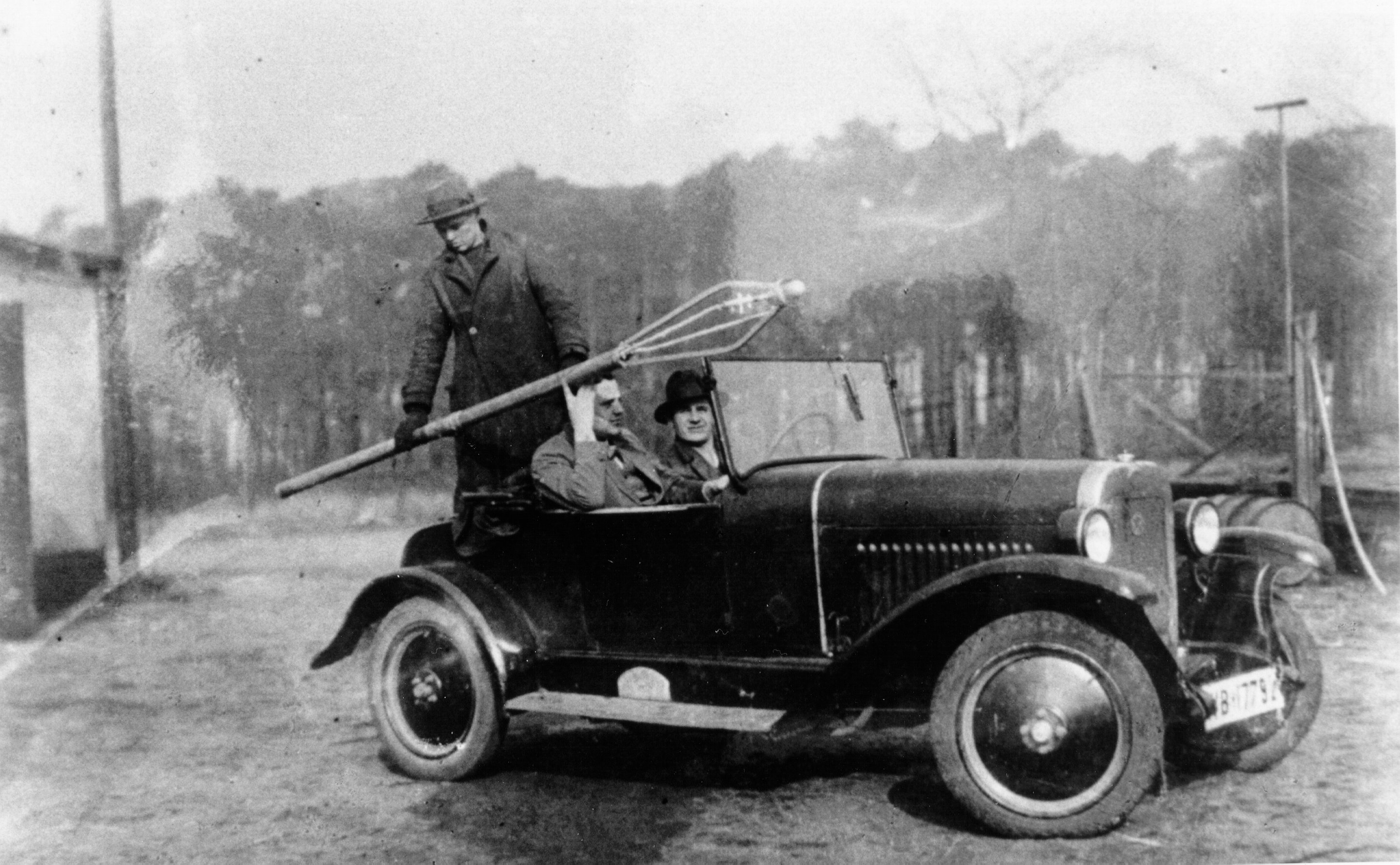
Paul Ehmayr, Klaus Riedel (Beifahrer) und Wernher von Braun (Fahrer im Opel Laubfrosch) mit einem „Achsstaber“ im Januar 1931

Im März 1931 fanden hier erste Brenntests von Flüssigkeitstriebwerken statt. Im April 1931 legte Oberth überraschend den VfR-Vorsitz nieder und trat aus dem Verein aus. Im Dezember übernahm Major a. D. Hanns-Wolf von Dickhuth-Harrach den Vereinsvorsitz. Regelmäßig erschienen nun Mitteilungen des VfR für die Mitglieder, ab Januar 1932 als Raketenflug – Mitteilungsblatt des Raketenflugplatzes Berlin. Hier zeichnet sich schon eine Trennung von Vereinsaktivitäten und Arbeiten auf dem Raketenflugplatz ab. Die Mitgliederzahl im VfR hatte im Sommer 1930 mit 705 ihren Höchststand erreicht, sank bis Ende 1932 auf gut 100.
Im Herbst 1932 eröffnete sich die Möglichkeit für Entwicklung, Bau und Start einer für bemannte Flüge vorgesehenen Rakete, finanziert von der Stadt Magdeburg. Dieses Projekt wurde aber bereits nicht mehr durch den Verein getragen. Auch der Startversuch Winklers im Oktober 1932 war eine Privatunternehmung, finanziell getragen durch den Unternehmer Hugo A. Hückel.
Das Vorhaben der Magdeburg-Rakete scheiterte im Sommer 1933. Letzte Raketenstarts fanden im September 1933 statt. Im Dezember 1933 verließen die bisherigen Vorsitzenden von Dickhuth-Harrach und Willy Ley im Streit den VfR und wechselten in den Eingetragenen Verein für Fortschrittliche Verkehrstechnik e. V. Die Reichswehr übernahm nach 1933 zunehmend die Aktivitäten auf dem Raketengebiet – Wernher von Braun war bereits Ende 1932 zum Heereswaffenamt gewechselt – und verdrängte die privaten Raketenentwickler aus ihrer Rolle. Ein Teil von ihnen konnte seine Arbeiten an der Heeresversuchsanstalt Kummersdorf und an der Heeresversuchsanstalt Peenemünde fortsetzen.
Ab 1935 spielte der Verein für die Raketenentwicklung keine Rolle mehr. Er wurde 1945 aufgelöst. Beim Amtsgericht Münster wurde 1953 der „Verein für Raumschiffahrt 1927 Münster“ eingetragen und 2018 ohne Mitglieder für erloschen erklärt.

## Aktivitäten
- Johannes Winkler gab von 1927 bis 1929 mit Die Rakete weltweit die erste wissenschaftliche Zeitschrift für Weltraumfahrt heraus.
- Im Sommer 1929 konstruierte und erprobte Oberth in den Ufa-Werkstätten Neubabelsberg sein erstes Flüssigkeitstriebwerk. Er meldet ein Patent auf die Selbstzerreißung brennender Treibstoffe an.
- Am 4. März 1930 fand die erste Mitgliederversammlung des VfR in Berlin statt. Am 11. April gestaltete man einen öffentlichen Vortragsabend im Hörsaal des Postamtes am U-Bahnhof Oranienburger Tor. Im Mai beteiligte sich der VfR an der Luftfahrtwerbewoche auf dem Potsdamer Platz.
- Am 19. und 23. Juli 1930 wurden in der Chemisch-Technischen Reichsanstalt Triebwerkstests durchgeführt und die Messwerte mit einem staatlichen Zertifikat bestätigt. Im August wurden die Versuche in Bernstadt/Sa. fortgesetzt.
- Am 21. Februar 1931 gelang es Winkler, bei Dessau eine kleine Testplattform einige Meter steigen zu lassen. Dies war der erste Start einer (europäischen) Flüssigkeitsrakete. Zu Himmelfahrt 1931 startete auch auf dem Raketenflugplatz die erste Flüssigkeitsrakete. Die größte Steighöhe wurde im Sommer mit vier Kilometern erreicht.
- Nach zahlreichen Umkonstruktionen der „Minimumrakete“ Mirak 1 bis 3 und Repulsor und dem Umstieg von Benzin auf ein Alkohol-Wasser-Gemisch als Treibstoff wurde im Frühjahr 1932 die Umlaufkühlung mit Treibstoff erfunden und erfolgreich erprobt.
- Im Juni 1932 führte Nebel zusammen mit Klaus Riedel und Wernher von Braun auf dem Schießplatz Kummersdorf einen Raketenstart vor, der aber die Anforderungen der Reichswehr nicht erfüllte. Daraufhin machte man sich an die Konstruktion eines 250-kp-Triebwerks für die Magdeburg-Rakete.
- Fehlstart Winklers Raketenmodells HW2 auf der Frischen Nehrung bei Pillau am 6. Oktober 1932.
- Fehlstart der Magdeburger „Pilotenrakete“ am 29. Juni 1933.

## Mitglieder
Zeitweise zählte der VfR über 500 Mitglieder, darunter:
- Hans Ulrich Berkner (ab 1930)
- Hans Bermüller
- Hedwig Bernhard (Gründungsmitglied[3])
- Wernher von Braun (ab 1928[4])
- Hans Wolf von Dickhuth-Harrach (1. Vorsitzender 1931 bis 1933)
- Paul Ehmayr
- Rolf Engel (1930–1932)
- Otto Willi Gail
- Kurt Heinisch
- Walter Hohmann (Vorstandsmitglied ab 1927)
- Franz von Hoefft
- Hugo A. Hückel
- Hans Hüter
- Willy Ley (ab August 1927, Mitgliedsnummer 20, 2. Vorsitzender ab November 1930)
- Rudolf Nebel
- Walter Neubert (Gründungsmitglied[3])
- Hermann Noordung
- Hermann Oberth (1. Vorsitzender 1929 bis 1930)
- Guido von Pirquet
- Klaus Riedel
- Nikolai Alexejewitsch Rynin[5]
- Alexander B. Scherschevsky
- Max Valier (Gründungs-[3] und Vorstandsmitglied ab 1927)
- Johannes Winkler (Gründungsmitglied[3], 1. Vorsitzender 1927 bis 1929)
- Erich Wurm (Leiter der Geschäftsstelle Berlin 1929–1930)
- Helmuth Zoike

Die Gründungsmitglieder waren
Max Valier (München), Johannes Winkler (Breslau), Georg Lau (Breslau), Theodor Fuhrmann (Breslau), Alfons Jakubowicz (Breslau), Hedwig Bernhard (Breslau), Gerhard Guckel (Breslau), Herbert Fuchs (Nestau b. Suhlendorf, Kr. Uelzen), und Walter Neubert (München).

## Publikationen
Zahlreiche VfR-Mitglieder veröffentlichten Bücher zur Raketentheorie:
- Oberth, Hermann: Die Rakete zu den Planetenräumen, R. Oldenbourg Verlag, München, 1923
- Valier, Max: Vorstoß in den Weltenraum, R. Oldenbourg Verlag, München, 1925
- Hohmann, Walter: Die Erreichbarkeit der Himmelskörper, R. Oldenbourg Verlag, München, 1925
- Ley, Willy: Die Fahrt ins Weltall, Hachmeister&Thal Leipzig, 1926
- Ley, Willy: Mars, der Kriegsplanet, Hachmeister&Thal, 1927
- Ley, Willy: Die Möglichkeit der Weltraumfahrt, Hachmeister&Thal Leipzig, 1928
- Gail, Otto Willi: Mit Raketenkraft ins Weltenall – Vom Feuerwagen zum Raumschiff, K. Thienemanns Verlag Stuttgart, 1928
- Noordung, Hermann: Das Problem der Befahrung des Weltraums, Schmidt Berlin, 1929
- Oberth, Hermann: Wege der Raumschiffahrt, Oldenbourg Verlag München, 1929
- Scherschevsky; Alexander B.: Die Rakete für Fahrt und Flug, Eine allgemeinverständliche Einführung in das Raketenproblem, Verlag C.J.E. Volckmann Nachf. GmbH Berlin, 1929
- Valier, Max: Raketenfahrt, Oldenbourg Verlag München, 1929
- Nebel, Rudolf: Raketenflug, Berlin-Reinickendorf, Raketenflugverlag, 1932
- Die Rakete – VfR-Mitteilungsblatt 1927–1929
- Raketenflug – Mitteilungsblatt des Raketenflugplatzes Berlin 1932–1934